# Savko Gučetić
Savko Gučetić (Savino Gozze, nadimkom Bendišević) (1531. − 1603.) bio je hrvatski renesansni pjesnik i prevoditelj iz Dubrovnika.

## Životopis
Rodio se je 1531. godine u plemenitaškoj obitelji Gučetić, a umro u Dubrovniku početkom 17. st. Poznat je kao prevoditelj. Spojio je djelo Adrianu  Luigija (Lodovica) Grota te Orbecch Giambattiste Giraldija Cinthija. Neke je detalje izmijenio, a veliki je dio teksta slobodno preveo. Ovaj Gučetićev spojni prijevod zove se Dalida,
nastala je vjerojatno nakon 1578., te je prava senekijanska tragedija krvi i osvete, kakve su bile popularne u renesansnoj Italiji. Gučetićeva je dramska kontaminacija zapravo izvorni književni rad s puno autorskih intervencija, novih motivacija i inovativnih zapletno-fabularnih elemenata. Među prvima u Europi u dramskom je obliku obradio temu veronskih ljubavnika, prije Lope de Vege i Williama Shakespearea. 
Drugo njegovo poznato djelo je Raklica -  slobodna prerada 
Tassove pastorale Aminte koju je proširio lakrdijskim umetcima, u stilu nekadašnjih dramskih ekloga.